# Comodí

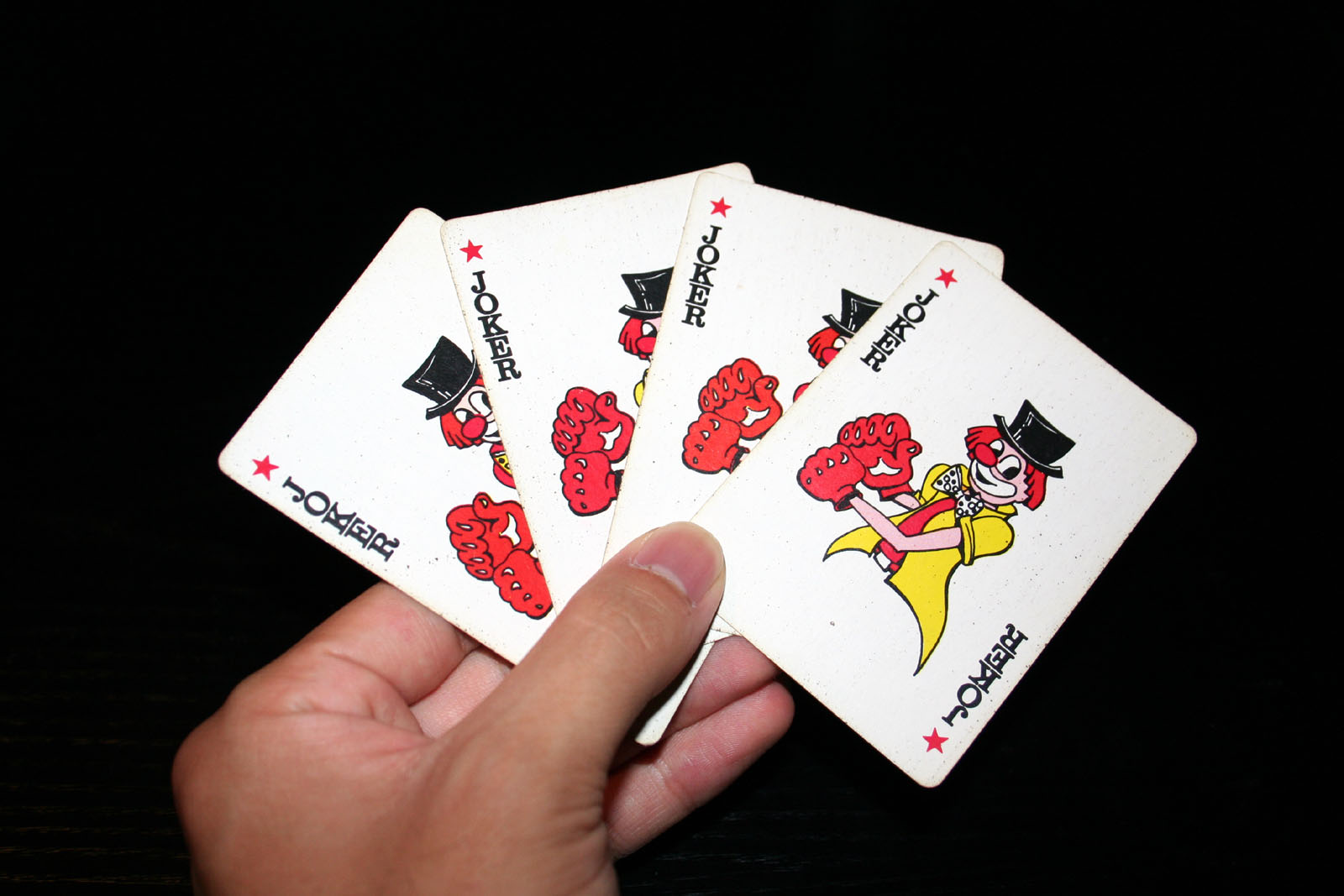
Quatre comodins.

Un comodí és una carta que pot tenir qualsevol valor. Usualment n'hi ha dos per baralla i el seu disseny és variat, encara que molts inclouen la figura del jòquer, un bufó o pallasso. El comodí pot tenir diverses funcions depenent del joc, habitualment és una ajuda per als jugadors, que poden usar-lo quan els falta una carta concreta (com al continental o certes variants del pòker) però pot ser una carta a evitar per la quantitat de punts negatius que comporta el no col·locar-la a temps.
En alguns jocs el comodí és una carta de la baralla i en altres es prescindeix totalment d'aquest element (com als cors o Dame de Piques) i es juga només amb els nombres i les figures ordinàries. Per extensió, el terme comodí s'usa en altres jocs i en informàtica, on l'asterisc pot equivaler a molts caràcters diferents i, per tant, es considera un comodí.

## Origen
El comodí o joker esta identificat per primer lloc al joc de cartes Eucre, tot i que aquest joc va començar a fer-se servir sense comodí. Inicialment, la carta no està destinada al joc real. Segons l'historiador de jocs de cartes, David Parlett, el Joker es va afegir a un paquet de 32 cartes a la dècada de 1850 específicament per al joc d'Eucre, considerant que una carta addicional era necessària. Originalment va ser anomenat “The Best Bower”, apareixent per primer cop en una peça satírica de 1861 sobre la Guerra Civil Americana. Després es va conèixer com a “The Jolly Joker” (el bromista alegre). Samuel Hart se li atribueix la impressió de la primera targeta il·lustrada "Best Bower" el 1863 amb el seu "Imperial Bower". Les cartes amb l'etiqueta "Joker" van començar a aparèixer cap a finals de la dècada de 1860, amb algunes que representaven pallassos i bufons com el bufó isabelí Richard Tarlton. Mes endavant, Chas Goodall va començar a distribuir baralles amb comodins per al mercat nord-americà a la dècada de 1960.